# Ottaviano Dell'Acqua
Ottaviano Dell'Acqua (n. Roma, 13 de marzo de 1954) es un actor italiano. Es hermano de Arnaldo Dell'Acqua y de Alberto Dell'Acqua. Los tres participan en la película Zombi 2, de Lucio Fulci, donde interpretan a zombis en la isla de Matool y en la ciudad de Nueva York. Debutó en 1968.

## Biografía
Ottaviano Dell'Acqua nació en Roma, 1954, posee una familia interesada con las artes de actuaciones como sus hermanos que también son actores; Arnaldo y Alberto, y su hermana que no tiene una carrera en la actuación llamada Fernanda Dell'Acqua. Su debut en el cine fue en 1968, en la película Un minuto per pregare, un instante per morire, aunque en algunos datos no se lo acredita su trabajo en esta película. Luego en 1969 trabajó en una película de Federico Fellini. Más tarde se une con sus hermanos para tener un papel de zombis en la película Zombi 2 dirigida por Lucio Fulci, en el cual la llevaron con mejores efectos especiales y una película de culto.
Dell'Acqua deja la escuela para seguir con su carrera en el cine. Más tarde se decide a trabajar en vídeos cortos y comerciales para la televisión.

## Filmografía
- Un minuto per pregare, un instante per morire, (1968)
- Satyricon (1969)
- La vita, a volte, è molto dura, vero Provvidenza? (1972)
- Il tempo degli assassini (1975)
- Paura in città (1976)
- Il grande racket (1976)
- Il californiano (1976)
- Roma a mano armata (1976)
- Napoli violenta (1976)
- Genova a mano armata (1976)
- Una donna chiamata Apache (1976)
- Il conto è chiuso (1976)
- Napoli spara (1977)
- I due superpiedi quasi piatti (1977)
- New York, New York (1977)
- Un uomo in ginocchio (1978)
- Piedone l'africano (1978)
- Lo chiamavano Bulldozer (1978)
- Concorde Affaire '79' (1979)
- Da Corleone a Brooklyn (1979)
- Uno sceriffo extraterrestre... poco extra e molto terrestre (1979)
- Zombi 2 (1979)
- Poliziotto, solitudine e rabbia (1980)
- Chissà perché... capitano tutte a me (1980)
- Incubo sulla città contaminata (1980)
- Giochi erotici nella terza galassia (1981)
- Occhio alla penna (1981)
- Chi trova un amico, trova un tesoro (1981)
- Bomber (1982)
- La guerra del ferro - Ironmaster(1983)
- Fuga dal Bronx (1983)
- I paladini - Storia d'armi e d'amori (1983)
- 2019 - Dopo la caduta di New York (1983)
- Rage - Fuoco incrociato (1984)
- Tuareg - Il guerriero del deserto (1984)
- Blastfighter (1984)
- Rats - Notte di terrore (1984)
- Inferno in diretta (1985)
- I giorni dell'inferno (1986)
- Doppio bersaglio (1987)
- Gioco di poliziotto (1988)
- La vendetta (1988)
- Zombi 3 (1988)
- Trappola diabolica (1988)
- Oltre la morte (1989)
- Miami Cops (1989)
- Pummarò (1990)
- Sapore di morte (1990)
- Buck ai confini del cielo (1991)
- Botte di Natale (1994)
- Occhio di falco (1995)
- Solomon & Sheba (1995)
- Double Team (1997)
- Il conte di Melissa (2000)
- Alex l'ariete (2000)
- Ama il tuo nemico 2 (2001)
- Amnèsia (2002)
- Gangs of New York (2002)
- Il latitante
- Snuff killer - La morte in diretta (2003)
- Prendimi e portami via (2003)
- Tartarughe sul dorso (2005)
- Padre Speranza (2005)
- Crimini - Terapia d'urto (2006)
- Il solitario (2008)